# 保険料積立金
保険料積立金（ほけんりょうつみたてきん）は、日本の保険業法において保険会社および外国保険会社等の責任準備金の1項目をなすものである。
保険業法施行規則により、保険契約に基づく将来の債務の履行に備えるため、保険数理に基づき計算した金額のうち払戻積立金として積み立てる金額を除いたものと定義されている。
保険料積立金は、保険業法施行規則により、払戻積立金とともに標準責任準備金制度の対象である。一方、保険会社向けの総合的な監督指針(2017年6月時点)に基づき、損害保険会社は損害保険固有分野の保険契約については保険料積立金ではなく未経過保険料に必要な金額を積み立てる。

## 分類
保険料積立金は、以下に分類することができる。

### 一般勘定に積立てるもの

#### (いわゆる)保険料積立金
純保険料のうち、収入した保険年度に費消せず、翌年度に繰り越す額を積み立てることにより、将来の債務の履行に備える。

#### 入院責任準備金
入院日数に定額を乗じた給付等、入院に関する保険契約のうち、退院までその給付額が確定しない契約について、決算日における入院中の契約を見積もり積み立てる。なお、IBNR備金はすでに退院しているが保険会社に保険金請求がなされていない金額を積み立てるものである。

#### 追加責任準備金
積み立てた責任準備金では将来の債務の履行に支障を来すおそれがあると認められる場合、保険料及び責任準備金の算出方法書を変更し、追加して積み立てる責任準備金をいう。

#### 特別責任準備金
昭和20年代の契約について、インフレ等の影響を考慮し契約消滅時の配当を約定する特別措置に対し責任準備金を積み立てる。

#### 最低保証に係る保険料積立金
最低保証付の変額年金保険等は、特別勘定の資産価格が下落した場合に保険会社が契約者に最低保証した金額を補填する必要がある一方、資産価格が上昇した場合はその収益は契約者に帰属する非対称性を有している。この非対称性から生じる保険会社の損失に備えるための責任準備金である。

### 特別勘定に積立てるもの
特別勘定の収支の残高を積み立てる。